# Droga krajowa DN5 (Rumunia)
Droga krajowa DN5 (rum. Drum Național 5) – droga krajowa w południowej Rumunii. Łączy stolicę kraju, Bukareszt, z Giurgiu i granicą bułgarsko-rumuńską. Długość drogi wynosi 67 km.

## Trasy europejskie
Droga na całej długości jest częścią trasy europejskiej E85.

## Opłaty
Przejazd drogą jest płatny – obowiązuje winieta.
Winiety można nabyć na dawnych przejściach granicznych, urzędach pocztowych oraz większych stacjach benzynowych.